# معهد دافيدسون للتربية العلمية
معهد دافيدسون للتربية العلمية (بالانجليزية : Davidson Institute for Science Education) هو منظمة غير ربحية تأسست عام 1999 ،وتهدف إلى تعزيز ورعاية التعليم العلمي والرياضياتي والتكنولوجي في إسرائيل. يعمل معهد ديفيدسون، باعتباره الذراع التعليمي لمعهد وايزمان للعلوم، على تطوير وادارة مجموعة من البرامج التعليمية والتربوية العلوم والرياضيات في جميع الأعمار والمستويات. يقع المعهد في حرم معهد وايزمان في رحوفوت.

## التاريخ
تاسس المعهد بمبادرة من البروفيسور حاييم هراري عام 1999 والذي شغل منصب رئيس مجلس الادارة حتى عام 2015 وبدعم سخي من رجل الاعمال الأمريكي وليام (بيل) ديفيدسون ومساهمات أخرى من جهات مانحة. يُعَد معهد دافيدسون للتربية العلمية امتدادًا وتطويرًا لأنشطة بدأت في معهد وايزمان للعلوم في الستينيات من القرن العشرين. في البداية، نُفِّذت الأنشطة التعليمية في معهد وايزمان بإدارة مجموعة من العلماء الرياديين، من بينهم البروفيسور عاموس دي شاليط، الذي بادر في عام 1964 بتأسيس "مخيم الشباب المهتم بالعلوم".وما زال ينظم هذا المخيم سنويا تحت مسمى " المعهد الصيفي الدولي للعلوم (ISSI)" ضمن أنشطة معهد دافيدسون. كانت الأنشطة العلمية لمجموعة "الشباب المهتم بالعلوم" في معهد وايزمان للعلوم بإدارة الدكتور موشيه رشفون، الأولى من نوعها في إسرائيل، وقد أصبحت نموذجًا يحتذى به لمؤسسات أخرى في إسرائيل وحول العالم. على مر السنين، تغير اسم الوحدة إلى "صِمَد" (الشباب في العلوم). مع تزايد انشطة تعليم العلوم في معهد وايزمان الموجهة للطلاب والمعليمن والمدارس والجمهور العام الى انشاء كيان منفصل غير ربحي مكرس لأنشطة تعليم العلوم مع ارتباط علمي قوي بمعهد وايزمان. منذ عام 2015 ينظم معهد دافيدسون أسبوع التعليم العلمي. يضم معهد دافيدسون المقر الوطني للبرنامج التربوي للتأثير الاجتماعي "بيرح" الذي تأسس كذلك بمبادرة من دكتور روني عطار في معهد وايزمان للعلوم عام 1965.

## الأنشطة والبرامج
تستهدف برامج معهد دافيدسون فئات متنوعة، تشمل الطلاب الموهوبين والمتميزين، والصفوف المدرسية ، والطلاب ذوي الأداء المتدني، ومعلمي الرياضيات والعلوم، والطلاب الموهوبين من خارج إسرائيل، والجمهور العام من مختلف الأعمار. تشمل الأنشطة اللامنهجية أندية العلوم المسائية، أولمبيادات ومسابقات العلوم، وبرامج متخصصة للطلبة المتفوقين في العلوم مثل برنامج "معلاة" للطلاب المتفوقين في الرياضيات والهندسة من المواطنين العرب في إسرائيل، وبرنامجي "ألفا" و"شافيت". بالإضافة إلى محاضرات علمية عامة، ومكتبة الفيديوهات التعليمية، معسكرات علمية وطنية ودولية، وبرامج لتعزيز التواصل العلمي، وأسبوع التعليم العلمي، والمخيم العلمي الدولي للشباب (ISSI)، ومتحف الهواء الطلق في حديقة كلور للعلوم. تُقدَّم الأنشطة باللغات العبرية، والإنجليزية، والعربية، والإسبانية.يشارك باحثون وطلاب الدراسات العليا في معهد وايزمان في جميع برامج معهد دافيدسون.